# Clapham (Sussex de l'Ouest)
Clapham est une paroisse civile et un village du Sussex de l'Ouest, en Angleterre.